# Conseil d'État (France)
Pour les articles homonymes, voir Conseil d'État.

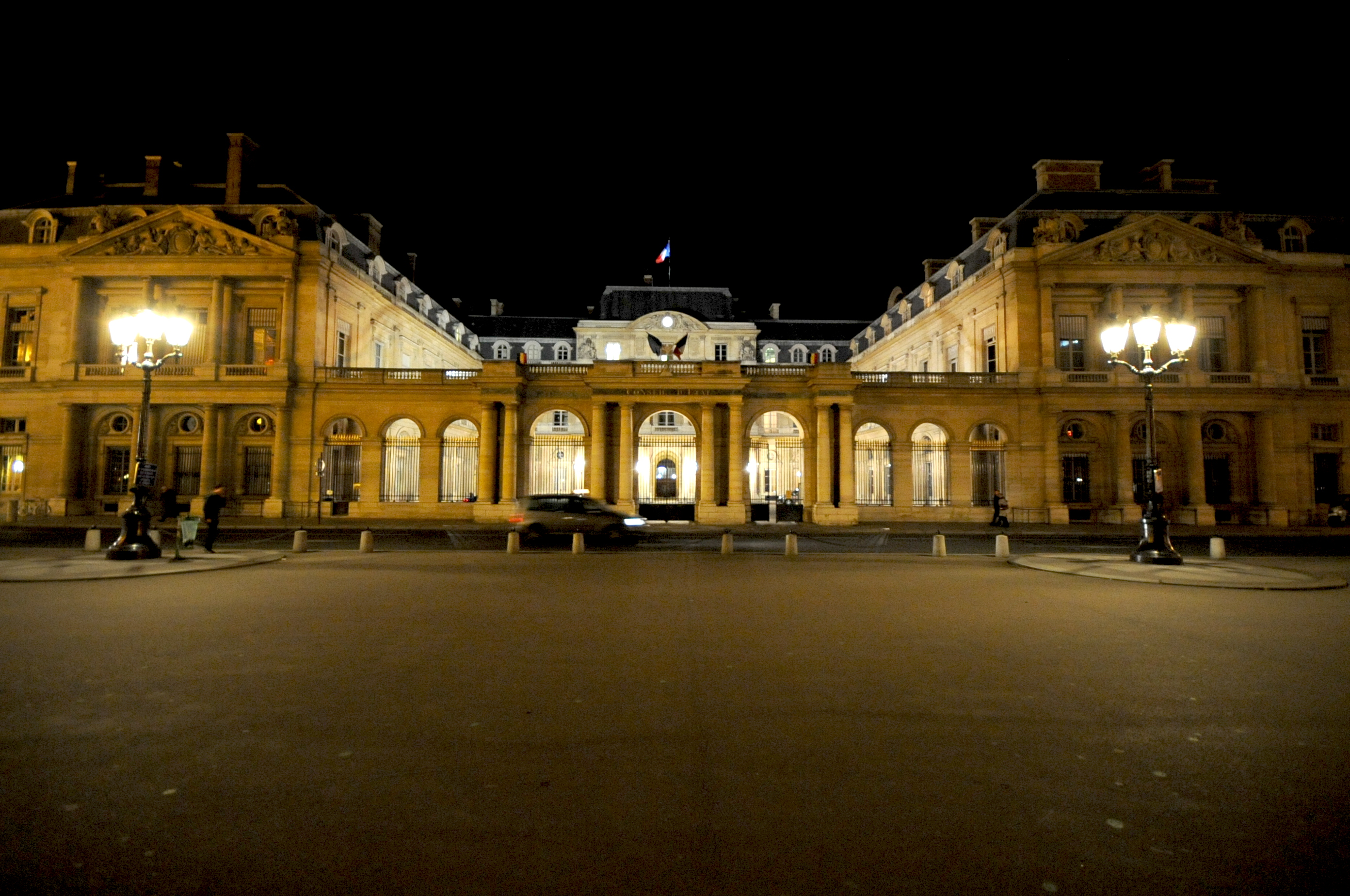
La Place du Palais-Royal, coté nord, délimitée par le Conseil d'Etat, photographiée le 19 octobre 2009.

Le Conseil d'État est une institution publique française créée en 1799 par Napoléon Bonaparte, dans le cadre de la Constitution du 22 frimaire an VIII (Consulat), en héritage d'anciennes institutions ayant porté ce nom sous l'Ancien Régime. Il siège au Palais-Royal à Paris depuis 1875.
Dans les institutions de la Cinquième République, son premier rôle est celui de conseiller le gouvernement. À cette fin, le Conseil d'État doit être consulté par le gouvernement pour certains actes, notamment les projets de loi. Son second rôle est celui de la plus haute des juridictions de l'ordre administratif qui assure le contrôle juridictionnel (pour plus d'informations voir : dualité des ordres de juridiction : ordre administratif, ordre judiciaire). Le Conseil d'État est soumis aux décisions du Tribunal des conflits qui tranche les conflits de compétence entre les ordres de juridiction.
La présidence du Conseil d'État est assurée par son vice-président. Son assemblée générale peut être présidée par le Premier ministre ou bien le ministre de la Justice, ce qui n'a lieu que de manière exceptionnelle. Comme premier fonctionnaire de l'État, le vice-président présente au président de la République les vœux de l'ensemble des corps constitués, parlant au nom des trois fonctions publiques (de l'État, territoriale et hospitalière), de la magistrature, des autres agents publics et des services publics.

## Histoire

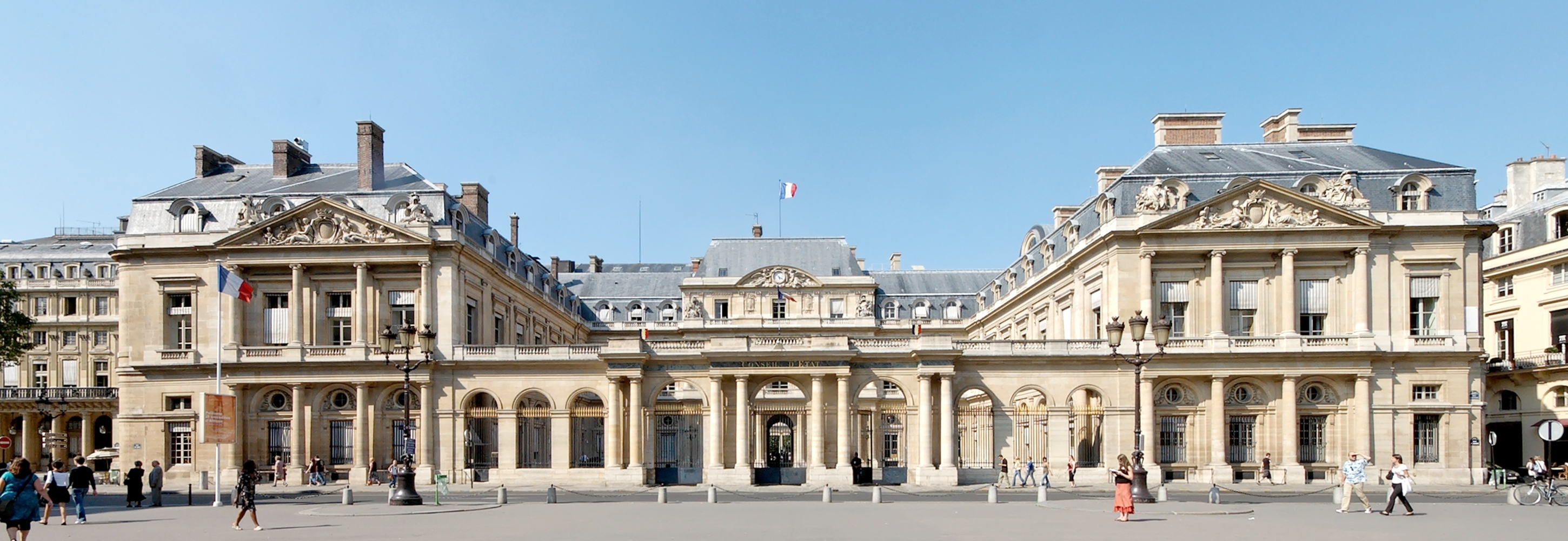
Façade néo-classique sud du Conseil d'État (Palais-Royal), sur la cour de l'horloge, refaite par Moreau-Desproux de 1763 à 1770 : elle est composée d'un corps central et deux ailes en retour. Le portique d'entrée de neuf baies, les quatre groupes de colonnes jumelées, et les pavillons latéraux couronnés de frontons triangulaires, reproduisent la composition de cette façade.

### Origine

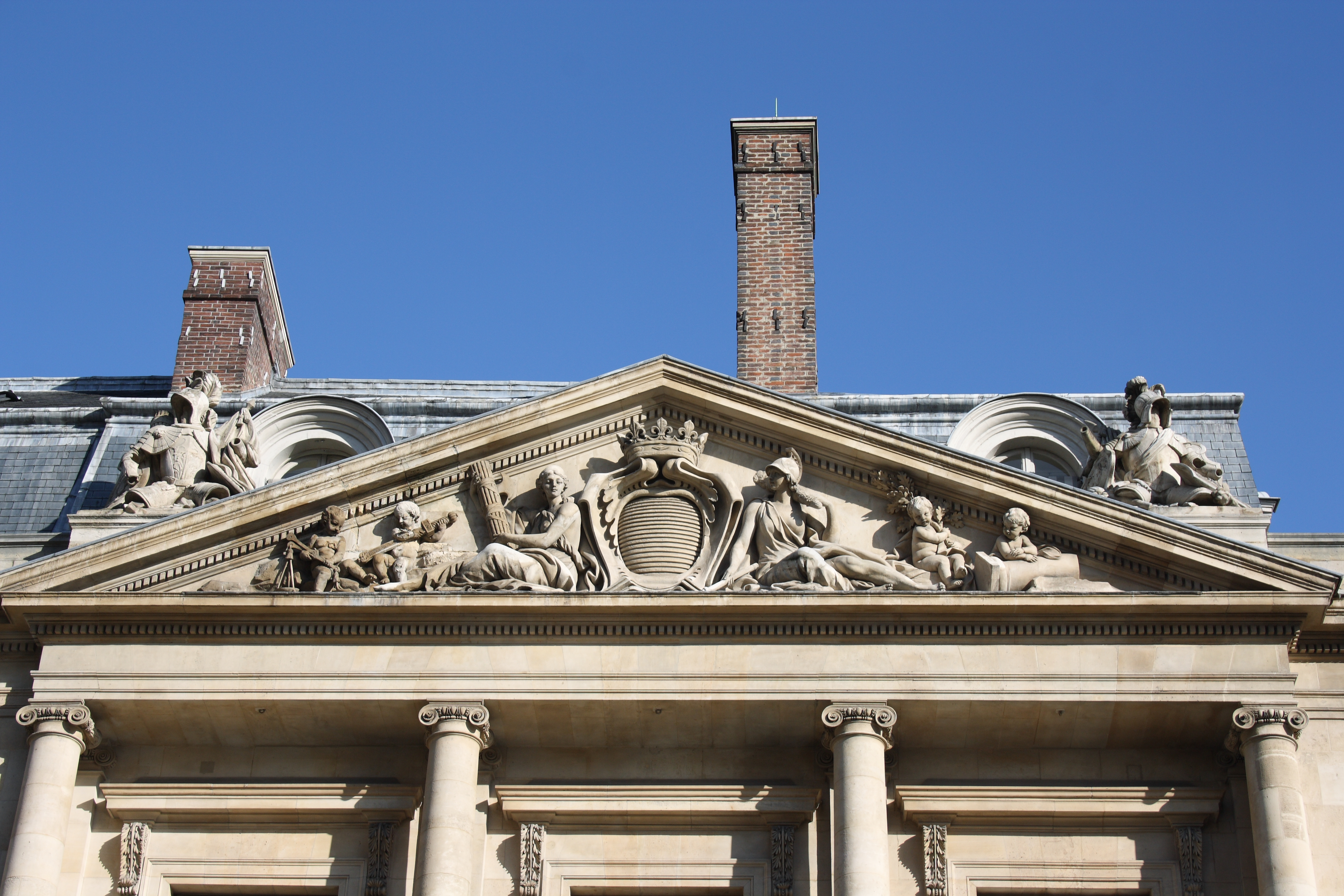
Le fronton de l'aile ouest, sculpté par Augustin Pajou en 1765.

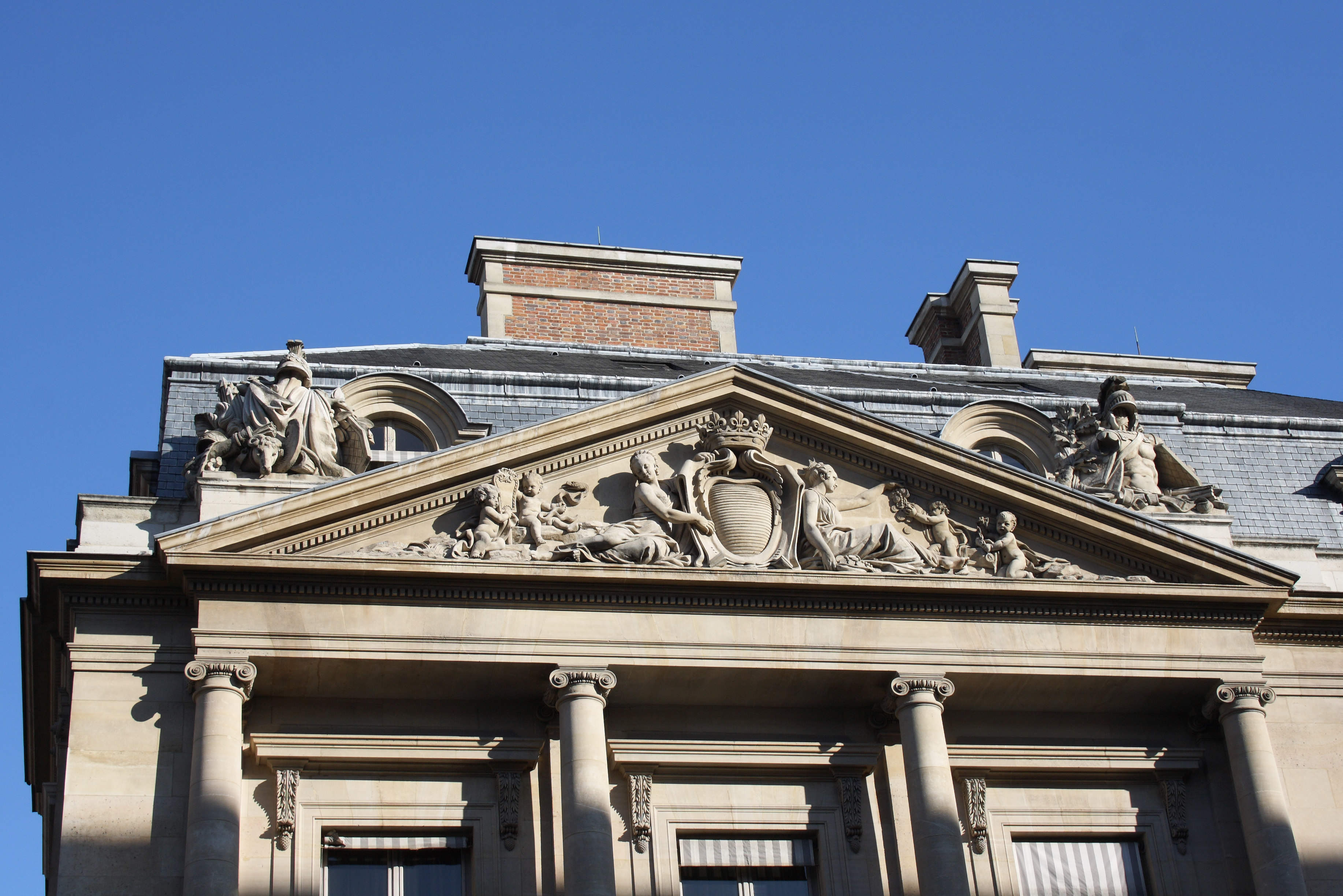
Le fronton de l'aile est, restauré par Jules Franceschi en 1873.

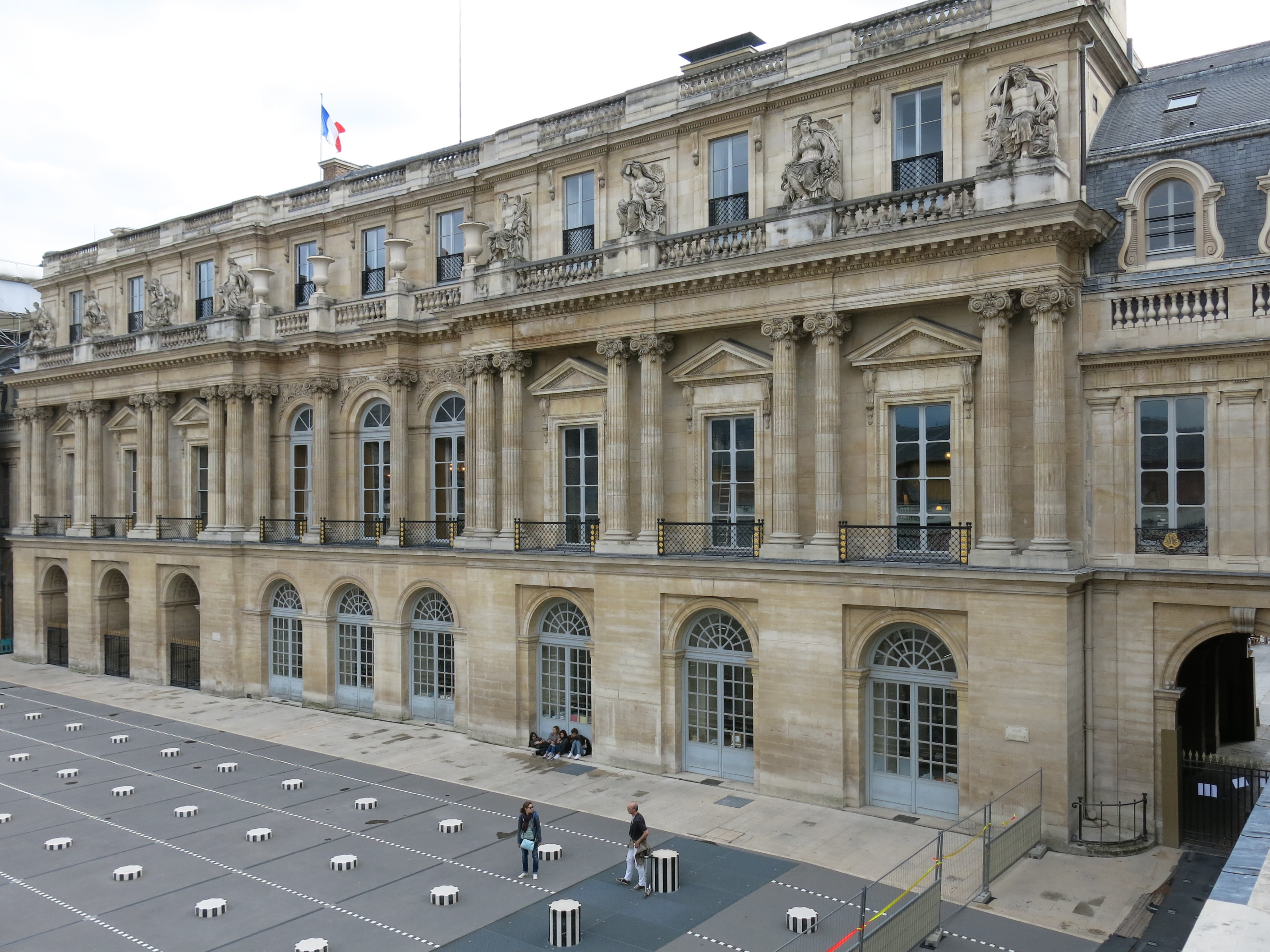
La façade arrière du Conseil d'État est composée de deux avant-corps latéraux et d'un arrière-corps central.

L'origine du Conseil d'État peut remonter à des formations qui, à partir du XIIIe siècle et sous des noms divers, dont notamment celui de Conseil d'État, ont réuni des juristes (alors appelés des légistes) autour des rois. Ceux-ci, qui détenaient le pouvoir de justice et jugeaient en dernier ressort (l'image de saint Louis rendant la justice sous le chêne de Vincennes est restée), ont après le Moyen Âge laissé exercer ce pouvoir de justice par des tribunaux, les parlements. La justice déléguée est celle confiée aux parlements. Si les parlements décidaient en dernier ressort des litiges entre les sujets du royaume, comme des poursuites contre eux, les rois ont continué à décider par eux-mêmes lorsque les actes de leur administration étaient contestés. Il s'agit alors de justice retenue (par le souverain). Les légistes assistaient le roi tant pour l'élaboration des lois que pour l'exercice de la justice retenue.
Durant les trois derniers siècles de l'Ancien Régime, le Conseil du Roi avait déjà pris le nom de Conseil d’État et ses membres étaient désignés par les titres de conseiller d'État ou de maître des requêtes, toujours utilisés de nos jours. Cet organe central de l'institution monarchique avait des fonctions à la fois politiques et juridiques, servant à conseiller le souverain et à l'aider à administrer le royaume, à l'image du Conseil d’État rétabli par Bonaparte.
La Révolution conserve le principe de la justice retenue pour le contentieux administratif. La loi des 16 et 24 août 1790 relative à l'organisation judiciaire pose le principe de la soustraction du contentieux administratif au contrôle des tribunaux ordinaires (dits « judiciaires ») :

« Les fonctions judiciaires sont distinctes et demeureront toujours séparées des fonctions administratives. Les juges ne pourront, à peine de forfaiture, troubler, de quelque manière que ce soit, les opérations des corps administratifs, ni citer devant eux les administrateurs pour raison de leurs fonctions. »

— Loi des 16-24 août 1790, titre 2, article 13
Le décret du 16 fructidor an III (2 septembre 1795) confirme le principe de séparation en affirmant, dans un article unique, que « Défenses itératives sont faites aux tribunaux de connaître des actes d'administration, de quelque espèce qu'ils soient, avec peine de droit ».
Sous le Consulat est mise en place la justice administrative, si bien que, durant toute la période révolutionnaire, les actes de l'administration sont ceux contestables seulement devant l'administration elle-même.

### Refondation sous le Consulat

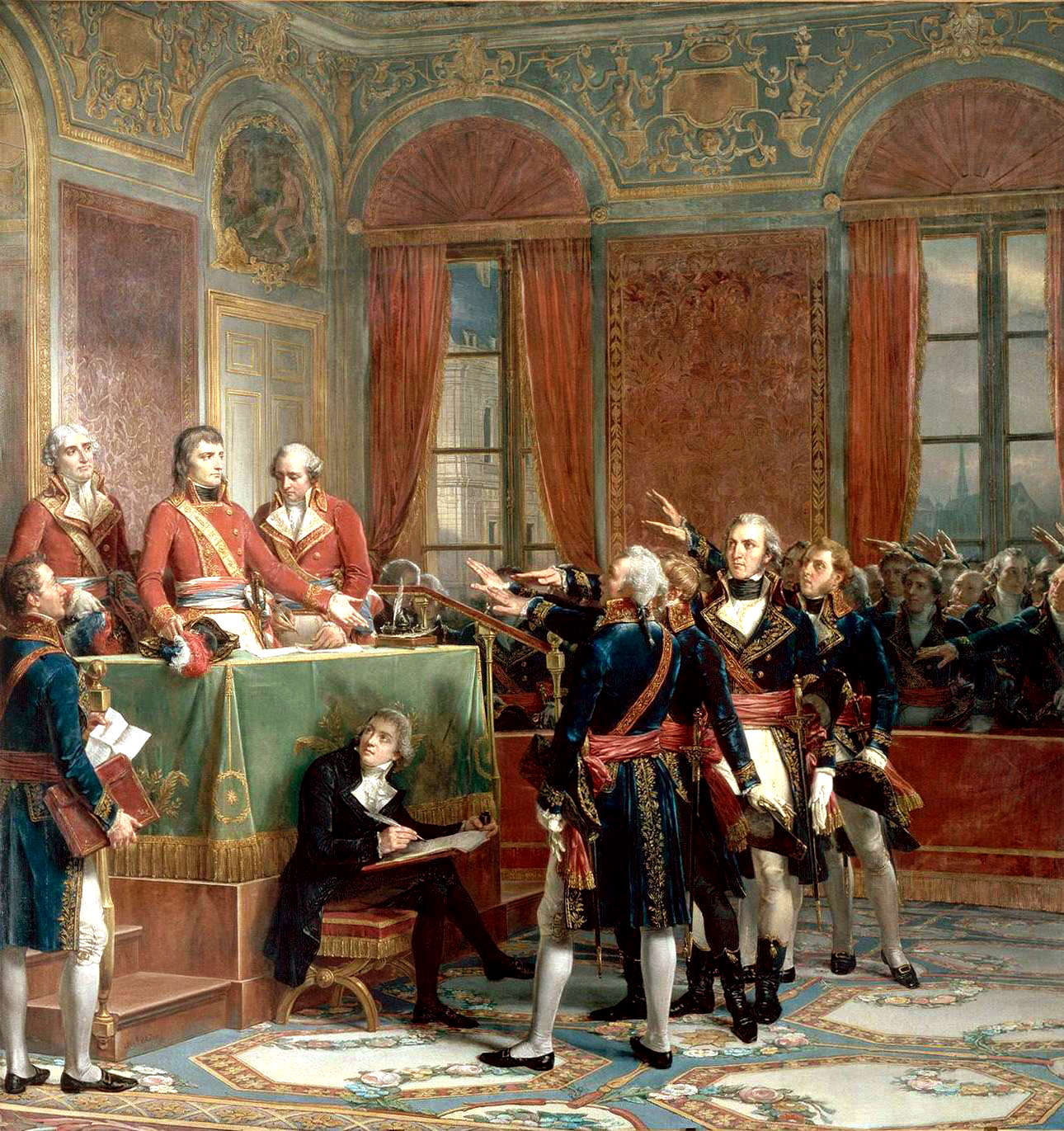
Installation du Conseil d’État au Petit Luxembourg, décembre 1799. Les trois consuls reçoivent les serments des présidents (Couder, huile sur toile, 1856).

Le Conseil d'État sous sa forme actuelle est institué par la Constitution du 22 frimaire de l'an VIII (13 décembre 1799), celle du Consulat :

« Sous la direction des consuls, un Conseil d'État est chargé de rédiger les projets de lois et les règlements d'administration publique, et de résoudre les difficultés qui s'élèvent en matière administrative »

— Constitution du 22 frimaire an VIII, article 52.
Le Conseil d'État de l'an VIII est chargé de préparer les projets de lois et d'assister le chef de l'État dans le jugement du contentieux administratif (les « difficultés »). Le Conseil apparaît dans plusieurs articles de la Constitution et ses membres, nommés par le Premier consul, jouissent d'un statut élevé. Les grades sont ceux d'aujourd'hui : auditeur, maître des requêtes, conseiller d'État. Ce sont des membres du Conseil d'État qui présentent et défendent les projets du gouvernement devant le corps législatif. Face à la justice, ils bénéficient de la même immunité que les parlementaires : les poursuites doivent être autorisées par le Conseil. Choyé par Bonaparte, le Conseil tient une place importante pendant le Consulat et l'Empire, tenant en particulier un rôle clé dans la rédaction du Code civil.
Dans sa fonction contentieuse, le Conseil n'a à l'époque qu'un rôle consultatif. Le système reste celui de la justice retenue, la décision revenant au chef de l'État. Dans les faits, ce dernier suit presque toujours les avis du Conseil (ses successeurs feront de même), d'autant plus facilement que le Conseil refuse d'apprécier les décisions de l'administration prises pour des motifs « politiques ».

### Soubresauts sous la Restauration et le Second Empire

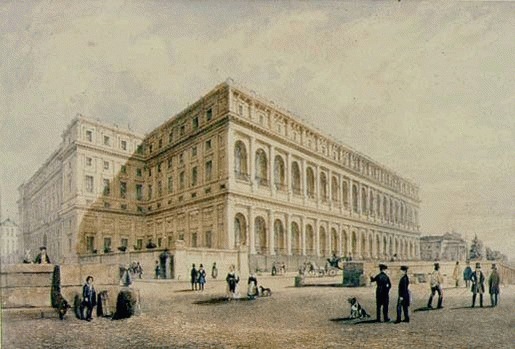
Le palais d'Orsay.

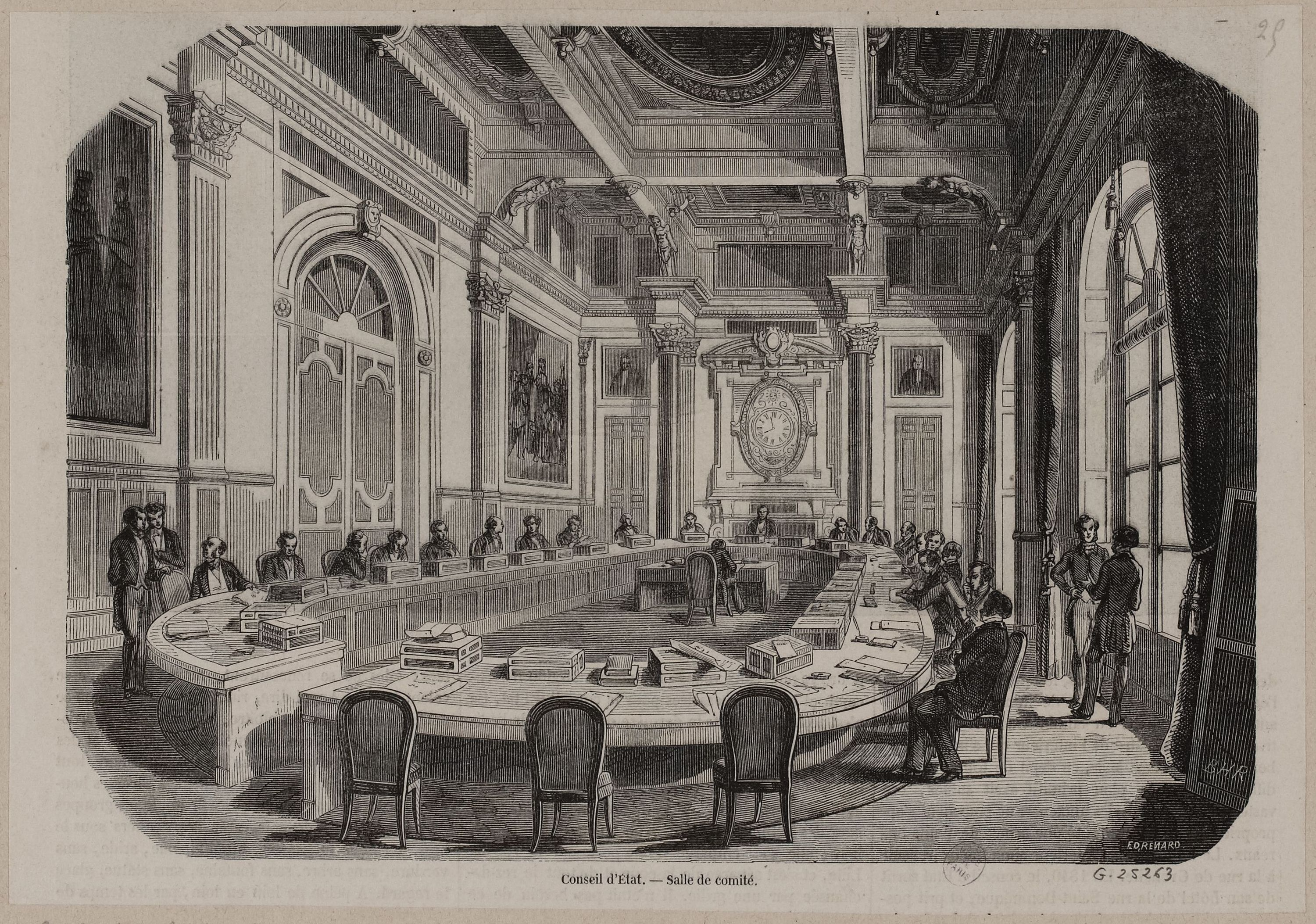
Salle du comité à Orsay, avant 1840.

La Restauration regarde cette institution napoléonienne avec méfiance. Le Conseil, même s'il n'est plus mentionné dans la Charte (qui tient alors lieu de Constitution) est conservé. Ses avis sont moins sollicités et l'activité se recentre sur sa fonction contentieuse. Le Conseil retrouve un peu de lustre sous la monarchie de Juillet, s'installe à l'hôtel de Roquelaure de 1832 à 1840, et la IIe République en 1849 le renforce en mettant fin à la justice retenue. Le Conseil reçoit la justice déléguée. Dans sa fonction contentieuse, il ne donne plus des avis, certes généralement suivis. Il rend « au nom du peuple français » des arrêts exécutoires, tout comme les tribunaux de l'ordre judiciaire. En même temps, est créée la fonction de commissaire du gouvernement. Lors du coup d'état du 2 décembre 1851, le Conseil d'Etat est dissous, et Napoléon III revient à la justice retenue en 1852, tout en donnant, comme son oncle, un grand rôle au Conseil. Le Conseil d'État est marqué par l'affaire des biens de la famille d'Orléans, qui voit l'empereur exercer une pression politique sur un commissaire du gouvernement du Conseil d'État pour qu'il conclue devant le Tribunal des conflits dans un sens conforme à ses intérêts,.

### Réorganisation sous laIIIeRépublique
Les membres du Conseil d'État impérial, ayant pris une part importante durant ce régime, sont suspendus par un décret du 15 septembre 1870 qui institue une commission provisoire. Ses membres sont désignés par un décret du 19 septembre 1870. La commission comporte huit conseillers, dont quatre avaient appartenu à l'ancien Conseil, dix maîtres des requêtes dont six venaient de l'ancien Conseil d’État et douze auditeurs. Au moment de la Commune, les membres du Conseil d’État se réfugient au château de Versailles. Le palais d'Orsay, siège du Conseil depuis 1840, est livré aux flammes, avec son importante bibliothèque dont on a longtemps cru que la perte était irrémédiable.
La commission temporaire fonctionne jusqu'en août 1872, date d'entrée en vigueur de la loi du 24 mai 1872 sur l'organisation du Conseil d'État. La IIIe République naissante, par cette loi, rend au Conseil la justice déléguée. Elle institue aussi la fonction de vice-président du Conseil d'État. Après l’incendie du Palais d'Orsay, le Conseil s'installe au Palais-Royal, dans ses locaux actuels, en 1875. Cette même année 1875, par l'arrêt Prince Napoléon (Conseil d'État, 19 février 1875), le Conseil abandonne sa doctrine selon laquelle il doit s'abstenir de juger des décisions du gouvernement prises pour des motifs d'intérêts politiques.

#### L'épuration de 1879
À la suite des élections sénatoriales du 5 janvier 1879 qui ont donné la majorité aux Républicains dans les deux chambres du Parlement, une longue déclaration ministérielle est adoptée visant à épurer l'administration afin de s'assurer de la fidélité des fonctionnaires, notamment ceux du Conseil d'État. Une loi du 13 juillet 1879 est votée afin d'épurer le Conseil d’État des éléments trop rattachés au Second Empire.
Le 22 janvier 1921, le Tribunal des conflits porte un sérieux coup à l'unité de l'ordre administratif, avec sa décision Société commerciale de l'ouest africain (bac d'Eloka), qui attribue, par principe, le contentieux des services publics industriels et commerciaux à la juridiction de l'ordre judiciaire.

### Le Conseil d'État sous Vichy
Sous le régime de Vichy, le Conseil rallie le nouveau régime autoritaire : un seul conseiller a refusé initialement de prêter serment au maréchal Pétain : il fut convaincu de le faire ultérieurement. L'institution a été un instrument de la politique répressive du régime, particulièrement en ce qui concernait les Juifs et les communistes. Allant même plus loin que ce que les textes requéraient, le Conseil d'État a ainsi instauré, avec l'avis de la commission ad hoc du statut des Juifs, interne au Conseil, une présomption de judéité, qui n'était pas exigée par la loi du 2 juin 1941 sur le statut des Juifs. De plus, il établit que la charge de la preuve de la « non-appartenance à la religion juive » incombe aux individus présumés juifs.
Plusieurs membres du Conseil d'État d'origine juive font l'objet de mesures de discrimination et sont déchus de leur qualité de membres, comme Georges Cahen-Salvador, qui sera réintégré dans ses fonctions à la Libération, ainsi que Pierre Laroque, qui se réfugie à Londres en avril 1943. Deux membres du Conseil d'État sont déportés par le convoi n° 62 du 20 novembre 1943 du camp de Drancy à Auschwitz, à savoir Jean Cahen-Salvador, qui parvient à s'échapper, et Jacques Helbronner, qui trouve la mort à Auschwitz le 23 novembre 1943. D'autres membres entrent dans la Résistance, comme Alexandre Parodi, dont le frère René est retrouvé pendu dans sa cellule de Fresnes le 15 avril 1942, et Michel Debré. Michel Pontremoli, également menacé par le statut des Juifs, s'engage dans la Résistance à Marseille et meurt fusillé à Lyon la veille de la Libération. À l'issue de la guerre, dix-sept membres du Conseil d'État sur 120 font l'objet de mesures d'épuration.
De juin 1940 à juin 1942, il siège dans un hôtel thermal de Royat (à 60 km de Vichy), puis regagne ses locaux parisiens. Jean Massot distingue ces deux périodes, où dans un premier temps la survie du Conseil d'État se serait faite « avec le régime », dont beaucoup de ses membres s'accommodèrent, et dans un second temps « malgré » lui, en tentant d'en limiter les excès.
C'est en 1990 que le Conseil d'État admet pour la première fois s'être « sali les mains » sous le régime de Vichy.

### Regain d'influence à partir de 1945
À partir de 1945, les conseillers d'État seront pour la plupart issus de l'École nationale d'administration nouvellement créée. En 1953, sont créés les tribunaux administratifs, à compétence interdépartementale et issus des anciens conseils départementaux de préfecture, qui avaient été créés par Napoléon Ier, après 1800. Ces tribunaux sont désormais la juridiction de droit commun du premier degré, et le Conseil d'État n'intervient dorénavant dans la plupart des affaires que comme juridiction d'appel. En 1958, le Conseil participe à la rédaction de la nouvelle Constitution. Michel Debré, alors garde des Sceaux et futur premier ministre, qui coordonne les travaux, est un ancien conseiller d'État, tout comme Georges Pompidou, son successeur à Matignon.

#### L'affaireCanal(1962)
Les relations entre le Conseil et Charles de Gaulle pendant les premières années, marquées par la guerre d'Algérie, sont parfois tendues, voire exécrables. Ainsi, si l'arrêt Rubin de Servens (Conseil d'État, 2 mars 1962) reconnaît au chef de l'État la possibilité d'exercer le pouvoir législatif, au titre de l'article 16 de la Constitution relatif aux pleins pouvoirs, sans contrôle du Conseil d'État, l'arrêt Canal, Robin et Godot (Conseil d'État, 19 octobre 1962) annule des mesures prises par le président dans le cadre des pouvoirs spéciaux confiés par la loi référendaire du 13 avril 1962, les assimilant à des ordonnances soumises au juge administratif. Le gouvernement de Georges Pompidou, réuni le 24 octobre suivant, publie un communiqué de presse dénonçant « une intervention dont il est clair qu'elle sort du domaine du contentieux administratif et est de nature à compromettre l'action des pouvoirs publics à l'égard de la subversion criminelle qui n'est pas encore réduite ». Plus tard, dans ses mémoires, le général de Gaulle jugera en des termes durs l'arrêt Canal, Robin et Godot du Conseil d'État, le considérant « nul et non avenu ».
Face au courroux du gouvernement, plusieurs professeurs de droit montent au créneau pour défendre l'existence même du Conseil d’État. Le professeur Jean Rivero publie le 31 octobre 1962 une tribune dans Le Monde prônant le maintien et la protection de l'indépendance, des compétences et de l'autorité du Conseil,. L'ordonnance annulée par le Conseil d’État fait finalement l'objet d'une validation législative, permettant à la Cour de sûreté de l’État de siéger à nouveau.
Quelques semaines plus tôt, le 1er octobre 1962, la formation consultative de l'assemblée générale du Conseil d'État, en accord avec la majorité de la doctrine, estime illégal le recours à l'article 11 pour inscrire dans la Constitution l'élection du président de la République au suffrage direct. L'avis, normalement confidentiel et réservé au gouvernement, est publié dans la presse. Le général de Gaulle passe outre et envisage un moment une réforme en profondeur du Conseil.
Une note adressée le 25 janvier 1963 par le général de Gaulle au Premier ministre et au ministre de la justice prévoit une réforme du Conseil d'État qui devra « régler les attributions du Conseil de telle sorte que soit impossible […] un empiétement aussi monstrueux que celui qu'a commis le Conseil d’État au sujet de l'affaire Canal, c'est-à-dire en réalité de celle du Petit-Clamart ». Une commission, présidée par Léon Noël, alors président du Conseil constitutionnel, visant à réorganiser le Conseil d'État, est mise en place. Le 30 juillet 1963, quatre décrets sont signés sur la base des travaux de la commission Noël réformant le Conseil d'État tout en permettant un accroissement de l'autorité de la juridiction administrative,,,, en créant notamment la Commission du rapport et des études qui devient la Section du rapport et des études en 1985 et la Section des études, de la prospective et de la coopération en 2024.

### La création d'un ordre juridictionnel administratif
En 1987, sont créées les cours administratives d'appel, deuxième degré de juridiction entre les tribunaux administratifs et le Conseil d'État, pour alléger la charge de ce dernier. Pour de nombreuses affaires, les formations contentieuses du Conseil d'État n'interviennent plus qu'en cassation. En même temps, les magistrats de l'ordre administratif se voient confirmer, pour assurer leur indépendance, des garanties proches de celles des magistrats de l'ordre judiciaire, tout particulièrement l'inamovibilité.
Dans sa fonction de conseiller du gouvernement, le Conseil a rendu dans les dernières années quelques avis marquants sur des questions d'actualité, tels celui du 27 novembre 1989, dit port de signe d'appartenance à une communauté religieuse, lors de la première affaire du foulard islamique ou encore celui du 22 août 1996, dit séjour des étrangers non ressortissants de l'Union européenne, lors de l'affaire de l'occupation de l'église Saint-Bernard par des étrangers en situation irrégulière.

## Missions sous la Cinquième République

### Fonction administrative consultative
La fonction du Conseil d'État est de conseiller le gouvernement français (et dans certains cas le Parlement, depuis la révision constitutionnelle du mois de juillet 2008). Il examine notamment les projets de lois et d'ordonnances, avant que ceux-ci ne soient soumis au Conseil des ministres, ainsi que les projets de décret que la loi qualifie de « décret en Conseil d'État ». Depuis la révision constitutionnelle du 23 juillet 2008, le Conseil d'État peut aussi examiner les propositions de loi sur demande du président de l'Assemblée nationale ou du président du Sénat.
Le Conseil d'État émet un avis sur la régularité juridique de ces textes, sur leur forme et sur leur opportunité administrative. Cet avis peut prendre la forme d'un texte modifié, ou d'une note de rejet, appelée note de disjonction. Les séances se tiennent à huis clos, et l'avis n'est transmis qu'au gouvernement, qui est libre de le faire publier ou non.
Le gouvernement peut ne tenir aucun compte de l'avis, mais la Constitution rend néanmoins la consultation obligatoire pour les projets de lois. Le gouvernement ne peut, de son propre chef, modifier le texte qu'il a soumis au Conseil d'État ou la version du texte modifiée par le Conseil d'État qu'à la condition d'en informer le Conseil d'État par une lettre rectificative. En 2003, le Conseil constitutionnel a sanctionné le non-respect de cette règle en invalidant partiellement une loi (Loi relative à l'élection des conseillers régionaux et des représentants au Parlement européen ainsi qu'à l'aide publique aux partis politiques - Décision no 2003-468 DC du 3 avril 2003).
Le Conseil d'État indique également au gouvernement quels sont, parmi les projets de textes communautaires, ceux qui touchent à des questions législatives et doivent en conséquence être transmis au Parlement.
Le Conseil peut par ailleurs être consulté librement par le gouvernement sur toute question ou difficulté d'ordre juridique ou administratif.
Le Conseil d'État peut ainsi rendre trois sortes d'avis :
- avis simple. Le gouvernement n'est pas obligé de suivre l'avis rendu ;
- avis obligatoire. Le gouvernement est obligé de solliciter l’avis (projet de loi ou d’ordonnance, projet de décret en Conseil d'État) ;
- avis conforme. Le gouvernement est obligé de solliciter l’avis et est obligé de le suivre (dans des cas rares prévus par la Loi).

Le Conseil d'État adresse chaque année au président de la République un rapport public, qui énonce notamment les réformes d'ordre législatif, réglementaire ou administratif, qu'il propose au gouvernement. En 1991, le rapport annuel du Conseil d'État, rédigé par Françoise Chandernagor, avait alerté sur l'insécurité juridique, due à la complexité des lois et à la prolifération législative.
En matière de révision constitutionnelle, le gouvernement peut saisir le Conseil d'État pour un avis et une proposition relatifs à un avant-projet de loi, que le gouvernement est libre de suivre.

### Fonction juridictionnelle
Le Conseil d'État est l'échelon suprême de la juridiction administrative, qui assure le contrôle juridictionnel et juge les actions dirigées contre les autorités publiques ou entre les autorités publiques. Sa compétence s'exerce tantôt en premier et dernier ressort, tantôt comme juge d'appel, tantôt comme juge de cassation.

#### Le Conseil d'État, juge de premier et dernier ressort
Il juge en premier et dernier ressort les recours pour excès de pouvoir dirigés notamment contre les ordonnances, les décrets, les arrêtés à caractère réglementaire des ministres et les décisions de certaines autorités administratives indépendantes ainsi que des décisions des ministres compétents en matière de contrôle des concentrations économiques. Il juge aussi des recours en interprétation et appréciation de légalité de ces mêmes actes,. Il juge aussi les recours pour excès de pouvoir contre les délibérations de collectivités d'outre-mer, ainsi que, pour les départements et régions d'outre-mer, les délibérations adaptant les lois et règlements en vertu de l'article 73 de la Constitution. Il traite aussi une partie du contentieux électoral pour les élections régionales, les élections des représentants français au Parlement européen, les élections des assemblées délibérantes de la Nouvelle-Calédonie et de ses provinces ainsi que des collectivités d'outre-mer, les référendums des articles 72-4 et 73 de la Constitution, et enfin les élections aux conseils consulaires et à l'Assemblée des Français de l'étranger,. Il connaît aussi des litiges relatifs à la nomination et à la discipline des fonctionnaires nommés par décret du président de la République (recteur, préfet, ambassadeur…) sur la base de l'article 13 de la constitution.

#### Le Conseil d'État, juge d'appel
La compétence d'appel du Conseil d'État est résiduelle. Il est cependant compétent pour l'appel du contentieux des élections municipales et départementales. Il intervient aussi en appel dans le cadre de certaines procédures d'urgence telles certaines ordonnances rendues par le juge des référés du tribunal administratif, ainsi que pour les questions préjudicielles d’appréciation de la légalité des actes administratifs.

#### Le Conseil d'État, juge de cassation
Saisi par un pourvoi, il est le juge de cassation (juge du respect du droit par les juridictions inférieures) des décisions juridictionnelles rendues par les autres juridictions administratives statuant en dernier ressort, qu'il s'agisse des juridictions de droit commun (les cours administratives d'appel et les tribunaux administratifs jugeant en dernier ressort) ou des juridictions spécialisées (telles que la Cour d'appel financière ou les sections disciplinaires des conseils nationaux des ordres professionnels). Il est juge du respect du droit (il vérifie que les juges intervenus précédemment ont correctement interprété le droit), mais dans les faits, le Conseil d'État applique l’article L.821-2 du code de justice administrative, qui permet au juge administratif de cassation d’évoquer l’affaire et de la régler au fond « dans l’intérêt d’une bonne administration de la justice ». Par conséquent, et contrairement aux pratiques de la Cour de cassation, il ne renvoie pas systématiquement les affaires devant la cour administrative d'appel (CAA).

##### Contestations possibles
Le Conseil d'État limite les situations pour lesquelles il se déclare compétent. Schématiquement, trois cas peuvent être mentionnés :
- Vice de forme
- Erreur de droit
- Violation de la loi[52]

Les termes employés par la Haute juridiction sont ceux de « moyens sérieux ».
Toutefois, les moyens à évoquer peuvent être plus poussés. Il est recommandé de soulever d'emblée deux types de moyens touchant :
- la légalité externe de l'acte : par exemple, est-ce le bon tribunal qui a rendu la décision ?
- la légalité interne : par exemple, y a-t-il des erreurs à l'intérieur même du jugement ?

Parmi les points de légalité externe, figurent :
- le vice d'incompétence de l'auteur de la décision première attaquée (celle qui est contestée devant la juridiction administrative, pas le juge administratif précédent) :
  - en raison de la matière (par exemple, ce n'était pas la bonne personne dans la hiérarchie)
  - en raison du lieu
  - en raison du moment
- le vice de forme de la décision initiale attaquée
- le vice de procédure.

Ces points de légalité externe touchent donc à la création de l'acte d'origine qui fait grief, et non pas le jugement administratif qui est appelé à être cassé.
Viennent ensuite la vérification du contenu de l'acte, avec les moyens de légalité interne :
- la violation de la loi : on demande au Conseil d'État de contrôler le contenu de l’acte par rapport à la législation en vigueur
- le détournement de pouvoir : l'acte a-t-il été émis pour d'autres raisons, différentes que celles évoquées ?
- la motivation de l'acte :
  - l'erreur de droit
  - l'erreur de fait
  - l'erreur de qualification juridique
  - l'erreur manifeste (disproportionnée) de l'administration.

#### Avis dans une procédure contentieuse
Le Conseil d'État peut également être appelé à donner un avis sur « une question de droit nouvelle, présentant une difficulté sérieuse et se posant dans de nombreux litiges » soumise par un tribunal administratif ou une cour administrative d'appel. L'avis ne lie pas la juridiction mais est généralement suivi, pour ne pas s'exposer, dans le cas contraire, à être contredit en cassation.
Cette procédure dite « procédure d'avis contentieux » est prévue à l'identique par le code de l'organisation judiciaire, dans les relations entre la Cour de cassation et les juridictions du fond judiciaires.

#### Le Conseil d'État, garant des droits et libertés
Depuis la révision constitutionnelle du 23 juillet 2008, le Conseil d'État a acquis un nouveau rôle de filtre pour les questions prioritaire de constitutionnalité (QPC).
La question prioritaire de constitutionnalité peut être soulevée lors d'un procès devant une juridiction administrative. Par là, le requérant affirme que la loi qu'on lui applique n'est pas en conformité avec les droits et libertés garantis par la Constitution de la Ve République. Le Conseil d’État a alors trois mois pour décider de transmettre ou non cette question au Conseil constitutionnel. Il juge selon le caractère sérieux, la nouveauté et l'applicabilité au litige ou à la procédure.

### Conflits entre fonctions consultative et juridictionnelle
Le Conseil peut être amené à examiner, en tant qu'organe juridictionnel, la conformité à la loi d'un décret pris en Conseil d'État (ou plus généralement d'une décision prise après consultation de celui-ci).
Pour certains, ce cumul de fonctions pose un problème quant à l'exigence d'impartialité du juge, posée notamment par l'article 6 de la Convention européenne des droits de l'homme. Du point de vue du Conseil d'État, la tradition d'indépendance et les règles internes assurent cependant l'impartialité de la formation du jugement. En particulier, la règle du déport fait qu'un membre du Conseil d'État ne peut participer à une formation de jugement examinant la légalité d'une décision s'il a contribué à un avis concernant cette décision.
Les risques de conflit induits par la double fonctionnalité ont été réduits par un décret du 6 mars 2008 qui interdit à un membre du Conseil d’État de prendre part au jugement d’un acte administratif pris après un avis du Conseil d’État dont il aurait délibéré (séparation des fonctions consultatives et juridictionnelles) et met fin à la présence des représentants des sections administratives dans les formations de jugement du Conseil d’État (hors l’assemblée du contentieux). L'effectif de l'assemblée du contentieux est également augmenté à dix-sept membres, dont une majorité appartenant au contentieux (4 Présidents de chambre), avec la disparition conséquente de la voix prépondérante du Vice-Président.
Un décret du 23 décembre 2011 vient également suppléer aux exigences d'impartialité en retirant le « rapporteur public » (anciennement « Commissaire du Gouvernement ») de l'assistance au délibéré devant les Tribunaux administratifs et Cours administratives d'appel, et en permettant aux avocats de s'exprimer après la lecture de ses conclusions.

### Gestion de la justice administrative
Le Conseil d'État assure la gestion administrative et financière des tribunaux administratifs (TA) et des cours administratives d'appel (CAA), ainsi que de certaines juridictions administratives spécialisées comme la Cour nationale du droit d'asile ou la commission du contentieux du stationnement payant. Le vice-président du Conseil d’État est ainsi l'ordonnateur principal de leur budget.
Le corps des magistrats des tribunaux administratifs et cours administratives d'appel s'est progressivement développé : sa gestion, qui était dévolue au ministère de l'Intérieur jusqu'en 1990, a ensuite été transférée au Conseil d'État. Sous l'autorité du vice-président, le secrétaire général du Conseil d’État assure la gestion du corps de ces magistrats, et notamment de leur carrière,.
Dans son rôle d'animation d'ensemble de la juridiction administrative, il est assisté d'un Conseil supérieur des tribunaux administratifs et cours administratives d'appel, au rôle consultatif.
Le Conseil d'État publie une lettre mensuelle qui propose aux professionnels du droit des contenus liés aux actualités jurisprudentielles et à la production de la norme : la Lettre de la justice administrative (LJA).

## Composition  et personnel du Conseil d'État
Le Conseil d'État comprend des membres permanents et des membres à titre extraordinaire qui siègent dans ses formations administratives et contentieuses. Les uns et les autres sont assistés d'un personnel d'appui.

### Les membres du Conseil d'État
Les membres du Conseil d'État sont environ 230. Un tiers de ces membres est détaché dans d'autres responsabilités publiques ou en disponibilité pour pouvoir exercer dans le privé. Ces membres forment un corps de fonctionnaires comportant plusieurs grades :
- un vice-président ;
- des présidents de section ;
- des conseillers d'État en service ordinaire ;
- des conseillers d'État en service extraordinaire ;
- des maîtres des requêtes ;
- des maîtres des requêtes en service extraordinaire ;
- des auditeurs.

Les auditeurs de 2e classe étaient recrutés exclusivement à la sortie de l'École nationale d'administration. Le Conseil d'État était généralement choisi par les élèves les mieux classés, concurremment avec l'Inspection générale des finances et la Cour des comptes.
Depuis l'entrée en vigueur de la réforme de la haute fonction publique, les auditeurs sont nommés parmi les administrateurs de l'État ou les membres de corps ou de cadres d'emplois de même niveau y ayant passé au moins deux ans de services publics. Les auditeurs sont désignés pour une période non renouvelable de trois ans.
Les maîtres des requêtes en service ordinaire sont nommés parmi les auditeurs, les maîtres des requêtes en service extraordinaire ou les magistrats des tribunaux administratifs ou des cours administratives d'appel titulaires au moins du grade de premier conseiller.
Les conseillers d'État sont nommés par décret en Conseil des ministres. Ils sont en principe désignés parmi les maîtres des requêtes, mais une nomination sur cinq peut être faite au tour extérieur, parmi les personnes âgées de plus de 45 ans.
Juridiquement, les membres du Conseil d'État sont des fonctionnaires non magistrats (à la différence des membres d'autres juridictions administratives comme les juridictions financières et les tribunaux administratifs et cours administratives d'appel). Leur statut est moins protecteur que le statut général de la fonction publique, notamment en ce qui concerne le régime des sanctions et l'avancement, qui se fait en principe exclusivement au choix. Néanmoins, la pratique est venue suppléer les lacunes du statut : elle conduit, afin de garantir l'indépendance du Conseil d'État vis-à-vis du pouvoir politique, à ce que l'avancement se fasse principalement à l'ancienneté et à ce qu'on ne prenne pas de mesures disciplinaires vis-à-vis des membres du Conseil d'État, sauf cas exceptionnel. L'intervention du président de la République et du Conseil des ministres dans la nomination des membres du Conseil d'État pose toutefois la question récurrente de son impartialité.
La progression à l'ancienneté ne joue pas pour les nominations à des fonctions à l'intérieur du Conseil d'État (telles que rapporteur public au contentieux ou président de chambre), même lorsque ces fonctions correspondent aussi à des grades (président de section ou vice-président).

### Les membres en service extraordinaire

#### Conseillers d'État en service extraordinaire
Outre les membres ordinaires, le gouvernement peut nommer, par décret en Conseil des ministres, des conseillers d'État en service extraordinaire, parmi des personnalités choisies en raison de leurs compétences. Ces conseillers d'État sont choisis, soit pour n'exercer que des fonctions administratives, soit pour se consacrer aux fonctions juridictionnelles. Dans le premier cas, leur activité au Conseil d'État est accessoire, dans le second, elle est exclusive. La durée de cette fonction, non renouvelable, initialement fixée à quatre ans, a été portée à cinq ans par la loi no 2011-525 d'amélioration de la qualité du droit.

#### Maîtres des requêtes en service extraordinaire
Depuis 2012, des maîtres des requêtes en service extraordinaire peuvent être nommés pour quatre ans par le vice-président du Conseil d'État. Ils sont choisis parmi certaines catégories de hauts fonctionnaires français ou européens et parmi les magistrats de l'ordre judiciaire. Ils sont nommés pour exercer les fonctions dévolues aux maîtres des requêtes, tant en matière contentieuse que dans les fonctions administratives.

### Présidence du Conseil d'État
La présidence du Conseil d'État a d'abord été assurée soit par le chef de l'État soit par un membre du gouvernement avec le titre de « ministre présidant le Conseil d'État ».
La loi du 24 mai 1872 portant réorganisation du Conseil d'État prévoyait que le Conseil d'État était présidé par le garde des sceaux, ministre de la justice, et, en son absence, par un vice-président, voire par le plus ancien des présidents de section. L'ordonnance du 31 juillet 1945 portant sur le Conseil d'État rattachait cette institution au chef du gouvernement.
Depuis la création du code de justice administrative en 2000, la loi confie explicitement la présidence du Conseil d'État à son vice-président. Son assemblée générale peut être présidée par le Premier ministre ou bien le ministre de la Justice, ce qui n'a lieu que de manière exceptionnelle et pour une séance à caractère protocolaire.
Après le départ à la retraite de Bruno Lasserre le 5 janvier 2022, Didier-Roland Tabuteau est nommé vice-président du Conseil d'État,.

### Personnel d'appui du Conseil d'État
Environ 390 agents, fonctionnaires et contractuels, aident au bon fonctionnement du Conseil d'État et d'autres juridictions administratives.

## Organisation du Conseil d'État

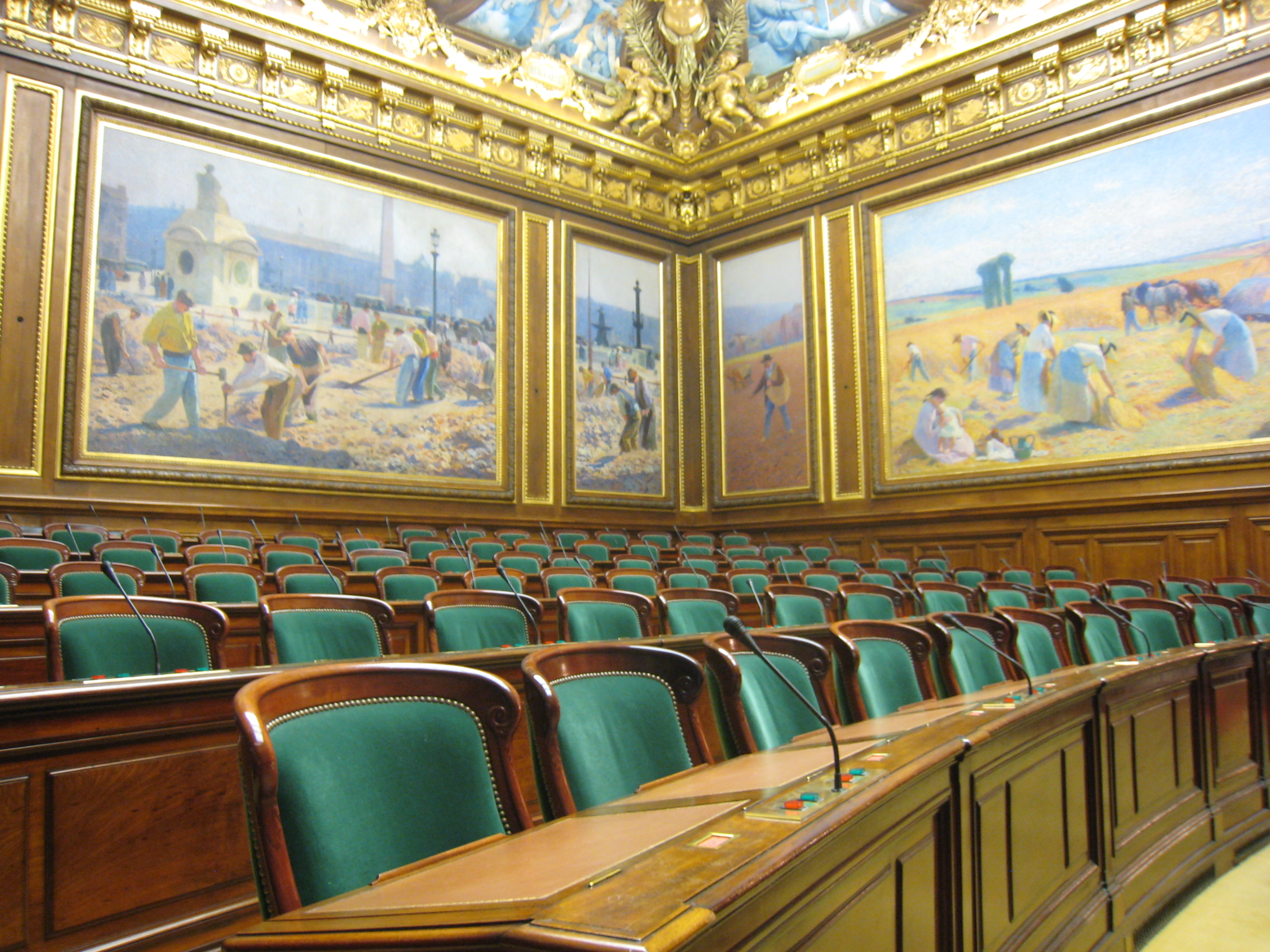
Salle de l'Assemblée générale du Conseil d'État.

### Sections et chambres
Le Conseil d'État comprend sept sections :
- six sections consultatives ou administratives :
  - la section de l'intérieur,
  - la section des finances,
  - la section des travaux publics,
  - la section sociale,
  - la section de l'administration (depuis le 1er mai 2008)[57]
  - la section des études, de la prospective et de la coopération ;
- la section du contentieux, divisée elle-même en dix chambres (anciennement sous-sections).

Jusqu'à la réforme de 2010, les membres du Conseil d'État pouvaient être affectés selon le cas :
- à la section du contentieux seulement ;
- à une section administrative seulement ;
- à la section du contentieux et à une section administrative ;
- à deux sections administratives ;
- à la section du contentieux, à la section du rapport et des études et à une autre section administrative.

Avec la réforme de 2010, les membres du Conseil d'État sont affectés à une ou deux sections. Les présidents adjoints et présidents de chambre de la section du contentieux sont seulement affectés à la section du contentieux mais ils participent aux travaux de la commission des études, de la prospective et de la coopération.

### Formations du Conseil d'État statuant au contentieux

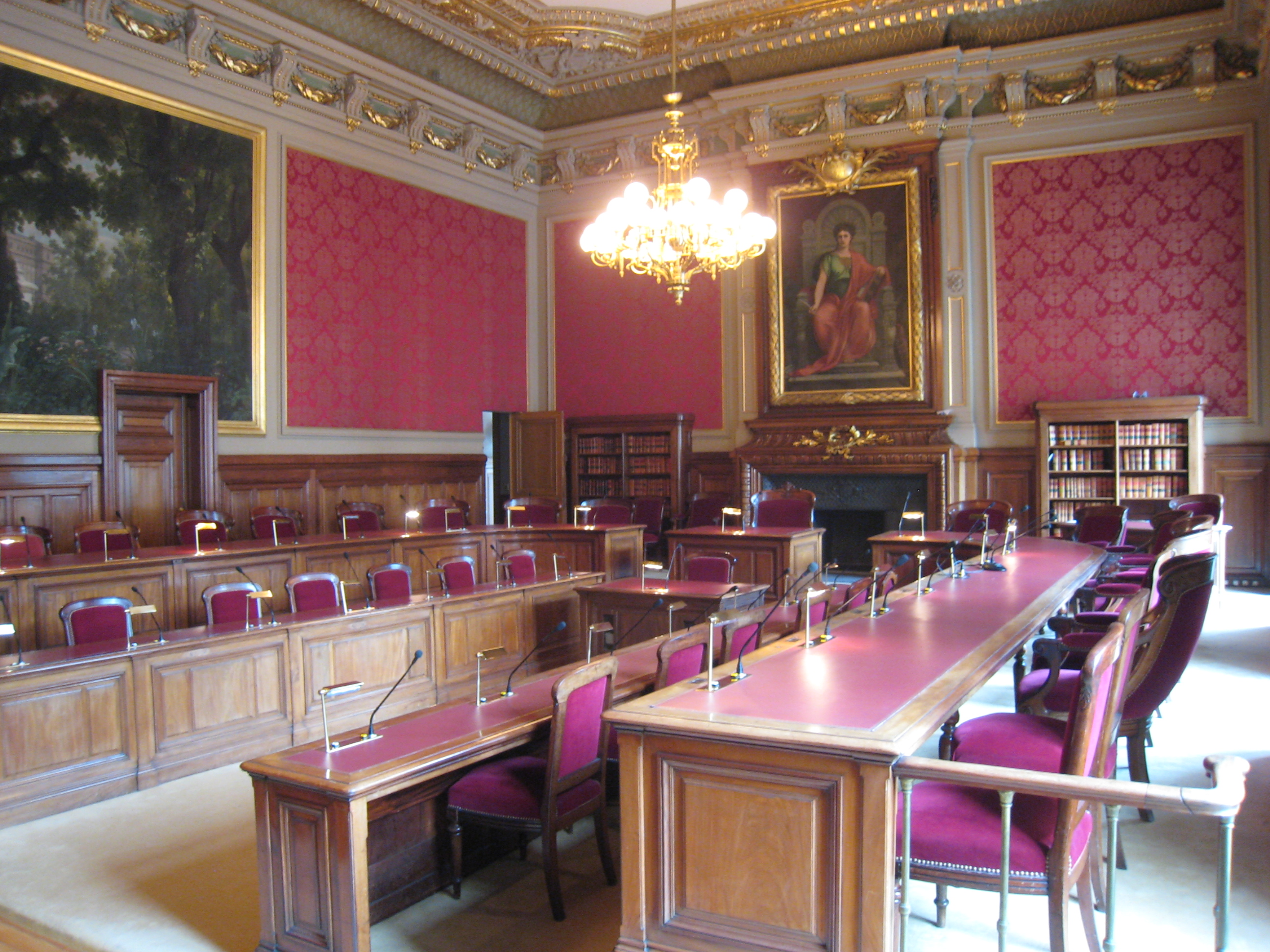
Salle du contentieux du Conseil d'État.

Les fonctions juridictionnelles du Conseil d'État sont exercées de manière collégiale, sauf pour certaines décisions qui sont prises à juge unique (procédure de référé, irrecevabilité manifeste…).
Il existe quatre types de formations au contentieux. L'instruction des affaires et le jugement des affaires simples sont confiés habituellement à une chambre.
Les autres formations sont réunies pour le jugement des affaires ou, plus rarement, leur instruction. Jusqu'en 2010, la formation de deux sous-sections réunies constituait une formation de jugement usuelle. Depuis la réforme de 2010, il est possible de réunir deux, trois ou quatre sous-sections, devenues des chambres en 2016.
L'assemblée du contentieux, présidée par le vice-président, est la formation la plus solennelle. Elle se réunit rarement.
| Nom de la formation      | Composition | Effectif                                                                         | Référence du code de justice administrative (CJA)         |
| ------------------------ | --- | -------------------------------------------------------------------------------- | --------------------------------------------------------- |
| Chambre                  | - Président de chambre - Deux assesseurs (conseillers d'État) - Conseillers d'État et maîtres des requêtes - Rapporteur | Au moins 3                                                                       | R. 122-14 (dernière version : décret du 1er juillet 2016) |
| Chambres réunies         | - Président adjoint de la section du contentieux - Présidents de chaque chambre - Assesseur(s) de chaque chambre (un ou deux assesseurs selon le nombre de chambres réunies) - Conseiller d'État d'une autre chambre (dans certains cas) - Rapporteur                                                             | Au moins 5 (réunion de deux chambres) ou 7 (réunion de trois ou quatre chambres) | R. 122-15 (dernière version : décret du 1er juillet 2016) |
| Section du contentieux   | - Président de la section du contentieux - Les trois présidents adjoints - Présidents des chambres - Rapporteur | 15                                                                               | R. 122-18 (dernière version : décret du 1er juillet 2016) |
| Assemblée du contentieux | - Vice-président du Conseil d'État - Les présidents des sept sections - Les trois présidents adjoints de la section du contentieux - Le président de la chambre qui a connu de l'affaire en premier - Les quatre présidents de chambres les plus anciens dans leurs fonctions en dehors du précédent - Rapporteur | 17                                                                               | R. 122-20 (dernière version : décret du 1er juillet 2016) |

Depuis 2015, il existe aussi une formation spécialisée pour l'examen de certaines demandes relatives à des décisions liées à la communauté française du renseignement.

### Formations du Conseil d'État dans ses fonctions administratives

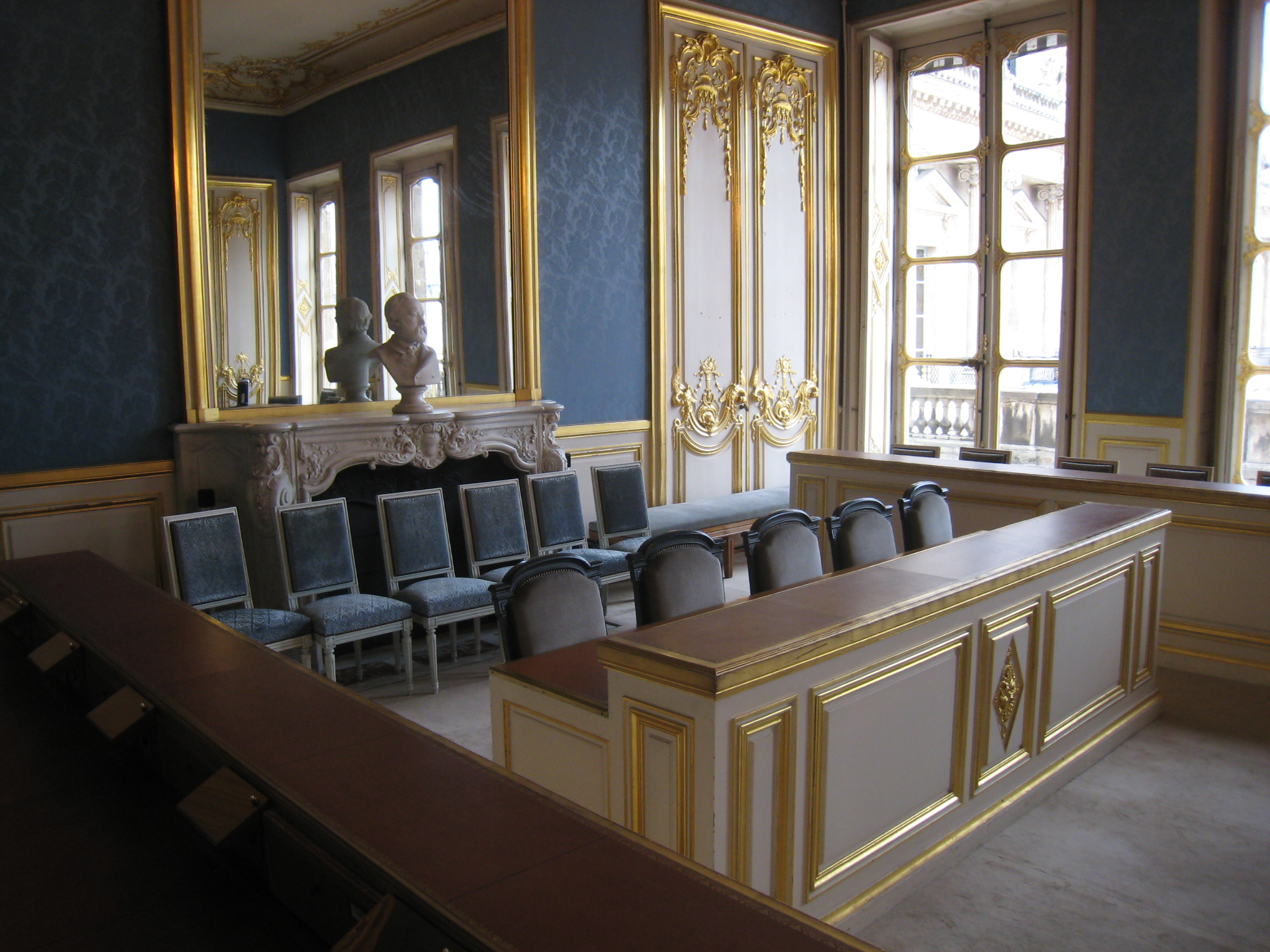
Salle de la section des finances du Conseil d'État.

Pour son rôle de conseiller du gouvernement, le Conseil d'État siège ordinairement en section administrative.
Il est également possible de réunir une commission regroupant des représentants de plusieurs sections administratives, ainsi que l'assemblée générale du Conseil d'État. Une commission permanente a pour rôle d'examiner les projets de texte que le gouvernement souhaite voir étudier d'urgence.
| Nom de la formation                                   | Composition | Effectif minimal                   | Référence du code de justice administrative (CJA)          |
| ----------------------------------------------------- | --- | ---------------------------------- | ---------------------------------------------------------- |
| Section (formation ordinaire, plénière ou restreinte) | - Président de la section - Six conseillers d'État au minimum - Maîtres des requêtes - Auditeurs | 3 (2 pour la formation restreinte) | R. 123-6-1 (dernière version : décret du 1er juillet 2016) |
| Sections réunies ou commission spéciale               | - Vice-président du Conseil d'État - Présidents des sections administratives concernées - Conseillers d'État et maîtres des requêtes des deux sections - Rapporteur | 3 (2 pour la formation restreinte) | R. 123-10 (dernière version : décret du 26 juillet 2019)   |
| Assemblée générale en formation ordinaire             | - Vice-président du Conseil d'État - Les présidents des sept sections - Un des trois présidents adjoints de la section du contentieux - Les présidents adjoints des sections administratives - Dix conseillers d'État de la section du contentieux - Un conseiller d'État par section administrative - Rapporteur | La moitié des membres (16)         | R. 123-14 (dernière version : décret du 6 mars 2008)       |
| Assemblée générale en formation plénière              | - Vice-président du Conseil d'État - Les présidents des sept sections - L'ensemble des conseillers d'État - Rapporteur | Le quart des membres               | R. 123-13 (dernière version : décret du 21 décembre 2004)  |
| Commission permanente                                 | - Vice-président du Conseil d'État - Président de la section administrative concernée - Deux conseillers d'État par section - Rapporteur | 6                                  | R. 123-22 (dernière version : décret du 24 avril 2020)     |

## Services du Conseil d'État
Les services du Conseil d'État comprennent :
- le secrétariat de la section du contentieux ;
- les secrétariats de section administrative ;
- le secrétariat général ;
- la mission permanente d'inspection des juridictions administratives ;
- le secrétariat général des tribunaux administratifs et des cours administratives d'appel ;
- le centre de documentation.

### Le secrétariat de la section du contentieux
Dirigé par le secrétaire du contentieux, il comprend :
- dix secrétariats de chambre, chacun dirigé par un greffier en chef ;
- le département du greffe et de la coordination des services administratifs ;
- le bureau du suivi de l'activité contentieuse ;
- le secrétariat du bureau d'aide juridictionnelle et du Tribunal des Conflits ;
- le bureau d'aide à la décision ;
- le bureau des référés et des compétences du président.

### Les secrétariats de section administrative
Chaque section administrative dispose de son secrétariat :
- section de l'intérieur ;
- section des finances ;
- section des travaux publics ;
- section sociale ;
- section de l'administration (depuis le 1er mai 2008)[57] ;
- section des études, de la prospective et de la coopération.

### Le secrétariat général
Il regroupe :
- le cabinet ;
- le centre de formation de la juridiction administrative - hébergé dans les mêmes locaux que le Tribunal administratif de Montreuil (Seine-Saint-Denis)[79],[80] ;
- la direction des ressources humaines ;
- la direction de la prospective et des finances ;
- la direction des systèmes d'information ;
- la direction de la communication ;
- la direction de l'équipement ;
- le département de la bibliothèque et des archives.

#### Liste des secrétaires généraux du Conseil d’État
| Nom du secrétaire              | Dates     | Décret de nomination        |
| ------------------------------ | --------- | --------------------------- |
| Jean-Guillaume Locré de Roissy | 1799-1815 |                             |
| Claude Hochet                  | 1815-1839 |                             |
| Prosper Hochet                 | 1839-1851 |                             |
| Antoine Boilay                 | 1852-1864 |                             |
| François de la Noue-Billault   | 1864-1870 |                             |
| Louis-Marie Caille             | 1870-1872 |                             |
| Michel Fouquier                | 1872-1889 |                             |
| Abel Flourens                  | 1889-1897 |                             |
| Marcel Trelat                  | 1897-1906 |                             |
| Pierre Laroze                  | 1906-1910 |                             |
| Jules Noel                     | 1910-1923 |                             |
| Félix Lamy                     | 1923-1933 |                             |
| André Cuvelier                 | 1933-1943 |                             |
| Maurice Seydoux                | 1943-1944 |                             |
| Philippe Surun                 | 1950-1955 |                             |
| Raymond Janot                  | 1955-1959 | Décret du 23 mai 1956       |
| François Gazier                | 1959-1963 |                             |
| Claude Lasry                   | 1963-1966 |                             |
| Pierre Huet                    | 1966-1970 | Décret du 7 février 1966    |
| Bernard Ducamin                | 1970-1979 | Décret du 15 octobre 1970   |
| Michèle Puybasset              | 1979-1983 | Décret du 24 août 1979      |
| Michel Franc                   | 1983-1987 | Décret du 31 mai 1983       |
| Michel Pinault                 | 1987-1991 | Décret du 23 novembre 1987  |
| Bernard Stirn                  | 1991-1995 | Décret du 24 septembre 1991 |
| Martine de Boisdeffre          | 1995-2001 | Décret du 28 septembre 1995 |
| Patrick Frydman                | 2001-2007 | Décret du 26 janvier 2001   |
| Christophe Devys               | 2007-2012 | Décret du 9 juillet 2007    |
| François Seners                | 2012-2014 | Décret du 1er juin 2012     |
| Catherine Bergeal              | 2014-2019 | Décret du 23 octobre 2014   |
| Thierry-Xavier Girardot        | 2019-     | Décret du 24 avril 2019     |

### La mission d'inspection des juridictions administratives
Le Conseil d’État assure la gestion des cours administratives d’appel, des tribunaux administratifs et de la Cour nationale du droit d’asile. Placée auprès du vice-président du Conseil d’État, la mission d'inspection des juridictions administratives (MIJA) « contrôle l’organisation et le fonctionnement de ces juridictions ».
| Liste des chefs puis présidents de la mission |             |
| Marcel Lachaze                                | 1945-1963   |
| Maxime Letourneur                             | 1963-1968   |
| Claude Heumann                                | 1969-1970   |
| Pierre Ordonneau                              | 1971-1977   |
| Jacques Ducoux                                | 1978-1982   |
| Paul Coudurier                                | 1982-1991   |
| Michel Gentot                                 | 1991-1995   |
| Marie-Aimée Latournerie                       | 1995-2000   |
| Jean-François Théry                           | 2000-2003   |
| Marc Durand-Viel                              | 2003-2008   |
| Philippe Bélaval                              | 2008-2010   |
| André Schilte                                 | 2010-2013   |
| Odile Piérart                                 | 2013-2019   |
| Christophe Devys                              | 2019-2022   |
| Brigitte Phémolant                            | Depuis 2022 |

### Le secrétariat général des tribunaux administratifs et des cours administratives d'appel
Le poste de secrétaire général des tribunaux administratifs et des cours administratives d'appel (créé avec le CSTACAA en 1988) est occupé par un magistrat administratif :
- 1988-1993 : ?
- 1993-1997 : Blaise Simoni
- 1997-2002 : Bernard Foucher
- 2002-2005 : Odile Piérart
- 2005-2008 : Gisèle Avoie
- 2008-2012 : Laurence Helmlinger
- 2012-2015 : Dominique Kimmerlin
- 2015-2019 : Corinne Ledamoisel
- 2019-2022 : Emmanuel Meyer
- Depuis 2022 : Nathalie Tiger-Winterhalter[96]

### Le Centre de recherches et de diffusion juridiques
Le Centre de documentation, renommé fin 2010 « Centre de recherches et de diffusion juridiques » (CRDJ), existe de façon informelle depuis 1953, son existence n'étant entérinée que par arrêté du 21 décembre 1973 du vice-président du Conseil d'État, lequel le place sous l'autorité du secrétaire général du Conseil d’État. Il est composé de trois membres du Conseil d'État et d'une dizaine d'agents, et poursuit un rôle essentiel dans la mesure où il est chargé de la publication des arrêts au Recueil Lebon, jouant ainsi un rôle de filtre à la publication ainsi que d'analyse telle que concrétisée par l'établissement des « tables » Lebon. Il rédige également les commentaires « autorisés » de certaines décisions du Conseil d’État, sous la forme d'une chronique publiée périodiquement dans la revue L’Actualité juridique : Droit administratif (AJDA).

## Grands arrêts du Conseil d'État

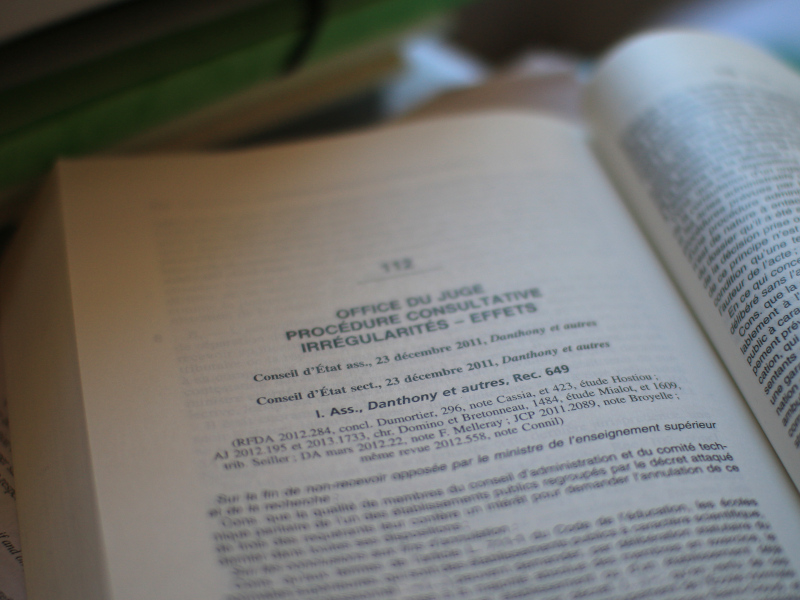
Les Grands arrêts de la jurisprudence administrative (Dalloz) sont une sélection de référence de grands arrêts.

Les jurisprudences du Conseil d'État et du Tribunal des conflits ont été déterminantes pour la formation et l'évolution du droit administratif français. On appelle « grands arrêts » les décisions qui ont eu une importance particulière de ce point de vue. L'étude du droit administratif passe nécessairement par la prise en compte de ces arrêts.

## Rapports publics et publications du Conseil d'État
La section des études, de la prospective et de la coopération, sous l'autorité de son président, assisté d'un rapporteur général, avec l'aide des autres sections du Conseil d'État, prépare le rapport d'activité que le Conseil d'État établit chaque année. Ce rapport est soumis au vice-président délibérant avec les présidents de section et adopté par l'assemblée générale. Il mentionne les réformes d'ordre législatif, réglementaire ou administratif sur lesquelles le Conseil d'État a appelé l'attention du gouvernement ; il peut contenir des propositions nouvelles et signale en outre, s'il y a lieu, les difficultés rencontrées dans l'exécution des décisions du Conseil d'État statuant au contentieux et des juridictions administratives. Il engage toute l'institution puisqu'il est adopté par l'Assemblée générale.
Avant 2009 et la dissociation de l'étude annuelle et du rapport d'activité de la juridiction administrative, ce rapport avait un triple objectif :
- il faisait le point des activités contentieuses et administratives du Conseil d'État au cours de l'année écoulée ;
- il attirait l'attention des pouvoirs publics sur les difficultés rencontrées par les justiciables dans l'exécution des décisions des juridictions administratives ;
- il étudiait une question de fond sur lequel il propose des orientations de la pratique administrative voire des modifications de dispositions législatives ou réglementaires.

La collection, dite des Études et Documents du Conseil d'État (EDCE) a été créée en 1947 sous l'impulsion du vice-président du Conseil d'État de l'époque, René Cassin. Depuis 1988, ce rapport est publié par la Documentation française. Avant 2009, le rapport public était divisé en deux parties : la première faisait le bilan annuel de l'ensemble de l'activité juridictionnelle et administrative du Conseil, et la seconde était consacrée à un thème, chaque année différent. De 2009 à 2011, le bilan annuel et l'étude du Conseil d'État sont publiés simultanément. Enfin, depuis 2012, l'étude annuelle du Conseil d'État et le rapport public d'activité de la juridiction administrative font l'objet de publications dissociées.
Le Conseil d'État publiait également, en parallèle, des études, issues d'une demande d'avis formulée par le Premier Ministre. À l'inverse des études annuelles du Conseil d'État, participent à ces études non seulement des membres du Conseil d'État, mais aussi des personnalités françaises ou étrangères, n'appartenant pas au Conseil d'État.
Le Conseil d'État publie, depuis 2011, une nouvelle collection « Droits et Débats », constituant les actes des colloques qui se sont déroulés au sein du Palais-Royal depuis 2011, en présence de professeurs et de conseillers d'État.
En 2012, le Conseil d'État inaugure la publication des actes de colloques ayant trait à l'histoire du droit public, au sens large.

## Institut français des sciences administratives
Le Conseil d'État abrite le siège de l'Institut français des sciences administratives traditionnellement présidé par le vice-président du Conseil d'État. De nombreux conseillers d'État sont membres de l'institut et participent à ses travaux. L'actuel secrétaire général de l'institut (Mattias Guyomar) est un ancien commissaire du gouvernement.
En 2009, le Conseil d'État a accueilli le colloque de l'Institut français des sciences administratives organisé dans la salle de l'assemblée générale sur le thème : « sécurité publique : partenariat puissance publique, acteurs privés ». En 2010, le colloque de l'IFSA avait pour thème : « Quel modèle d'administration territoriale pour demain ? ». En 2011, il fut consacré à « la coordination de l'action de l’État en mer : permanence et évolutions ».

## Critiques
Le Conseil d'État est accusé d'avoir peu d'indépendance vis-à-vis du gouvernement, notamment lors de la pandémie de Covid-19 en France. Sa composition fait que ses membres doivent juger des textes réglementaires que d'autres membres écrivent,. Pour le bâtonnier de Paris, « on a le sentiment que le Conseil d'État s’interdit de critiquer le gouvernement ». Pour le vice-président du tribunal administratif de Paris, le Conseil d'État souffre d'un manque d'indépendance vis-à-vis de l'exécutif. La critique du Conseil d'État vise plus généralement l'absence de contre-pouvoir en France.
Pour Le Figaro, ces dernières années, le Conseil d'État « a multiplié les décisions contestées sur des sujets sensibles ». En rendant publique sa décision concernant CNews le 13 février 2024 qui oblige l’Arcom à passer au peigne fin le pluralisme et l’indépendance de la chaîne d’information, le Conseil d’État a, selon le quotidien, « suscité une onde de choc dont il n’avait pas anticipé l’ampleur », l’émoi dépassant largement les médias du groupe Bolloré.
Dans un rapport, Les Sages sous influence ? publié par Les Amis de la Terre - France et l'Observatoire des multinationales, les ONG remarquent un travail de lobbying efficace auprès du Conseil constitutionnel et du Conseil d'État, permettant de censurer des politiques économiques ou sociales au nom de la liberté des entreprises.